# Hymenophyllum trichophyllum
Hymenophyllum trichophyllum är en hinnbräkenväxtart som beskrevs av H. B. K. Hymenophyllum trichophyllum ingår i släktet Hymenophyllum och familjen Hymenophyllaceae. Utöver nominatformen finns också underarten H. t. buesii.